# لانگبریج
لانگبریج (به انگلیسی: Longbridge) یک محله در بریتانیا است که در بیرمنگام واقع شده‌است. لانگبریج ۲۵٬۴۱۰ نفر جمعیت دارد.